# Radomír Vašek
Radomír Vašek (* 23. September 1972 in Valašské Meziříčí, Tschechoslowakei) ist ein ehemaliger tschechischer Tennisspieler.

## Leben
Vašek gewann 1990 den tschechischen U18-Juniorentitel durch einen Finalsieg gegen Martin Damm und wurde im selben Jahr Tennisprofi. Einen ersten Achtungserfolg erzielte er 1991 in Kopenhagen an der Seite von Cyril Suk durch den Einzug ins Halbfinale der Doppelkonkurrenz. Erfolge auf der ATP World Tour blieben jedoch die Ausnahme, und der Großteil der Karriere von Vašek spielte sich auf der ATP Challenger Tour ab. Hier war er sowohl im Einzel wie auch im Doppel erfolgreich und errang zwischen 1993 und 2001 vier Einzel- und acht Doppeltitel. Einmal in seiner Karriere stand er in einem ATP-Finale, in Jakarta unterlag er 1995 Paul Haarhuis in zwei engen Sätzen. Die höchste Notierung in der Tennis-Weltrangliste erreichte er 1995 mit Position 91 im Einzel sowie 1999 mit Position 168 im Doppel.
Sein bestes Einzelergebnis bei einem Grand-Slam-Turnier war das Erreichen der dritten Runde bei den French Open 1994. Als Qualifikant ins Hauptfeld gekommen schlug er Younes El Aynaoui und Dmytro Poljakow, bevor er Aaron Krickstein unterlag.

## Turniersiege
| Legende                       |
| Grand Slam                    |
| Tennis Masters Cup            |
| ATP Masters Series            |
| ATP International Series Gold |
| ATP International Series      |
| ATP Challenger Tour (12)      |

### Einzel
| Nr. | Datum | Turnier      | Belag | Finalgegner     | Ergebnis      |
| --- | ----- | ------------ | ----- | --------------- | ------------- |
| 1.  | 1994  | Pilsen       | Sand  | Bohdan Ulihrach | 2:6, 6:2, 6:2 |
| 2.  | 1997  | Graz         | Sand  | Albert Portas   | 6:1, 6:3      |
| 3.  | 1997  | Nettingsdorf | Sand  | Christian Vinck | 6:3, 6:3      |
| 4.  | 1999  | Tampere      | Sand  | Martin Spottl   | 7:5, 2:6, 6:0 |

### Doppel
| Nr. | Datum | Turnier     | Belag   | Partner            | Finalgegner                       | Ergebnis      |
| --- | ----- | ----------- | ------- | ------------------ | --------------------------------- | ------------- |
| 1.  | 1993  | Oberstaufen | Sand    | Sláva Doseděl      | Christian Geyer Mathias Huning    | 6:2, 6:2      |
| 2.  | 1994  | Malta       | Sand    | Lionel Barthez     | Clinton Ferreira Ellis Ferreira   | 6:3, 7:6      |
| 3.  | 1994  | Prostějov   | Teppich | Jiří Novák         | Sjeng Schalken Joost Winnink      | 6:7, 6:3, 6:4 |
| 4.  | 1998  | Stettin     | Sand    | Orlin Stanoitschew | Massimo Ardinghi Álex López Morón | 7:6, 3:6, 6:4 |
| 5.  | 1999  | Prag        | Sand    | Michal Tabara      | Tomáš Cibulec Petr Pála           | 6:2, 6:0      |
| 6.  | 1999  | Lugano      | Sand    | Michal Tabara      | Daniel Melo Antonio Prieto        | 6:2, 3:6, 6:3 |
| 7.  | 1999  | Tampere     | Sand    | Petr Dezort        | Jarkko Nieminen Timo Nieminen     | 6:1, 6:1      |
| 8.  | 2001  | Budaörs     | Sand    | Petr Dezort        | Sergio Roitman Andrés Schneiter   | 6:3, 5:7, 7:6 |